# الدوري الإيطالي 1935–36
الدوري الإيطالي الدرجة الأولى 1935–36 (بالإيطالية: Serie A 1935-1936)‏ هو موسم من الدوري الإيطالي الدرجة الأولى. أقيم خلال الفترة 22 سبتمبر 1935 وحتى 10 مايو 1936، وفاز فيه نادي بولونيا.